# Владимир (Пищулин)
Иеромонах Владимир (в миру Владимир Фёдорович Пищулин; 6 июля 1889, Кострома — 10 февраля 1938, Симферополь) — иеромонах Русской православной церкви. В 1925—1926 годах был обновленческим епископом.
Причислен к лику святых Русской православной церкви в 2000 году.

## Молодые годы
Родился в дворянской семье. Окончил гимназию в Витебске, историко-филологический факультет Петербургского университета (1914). Преподавал историю в гимназии, читал лекции по психологии в Народном университете. В 1917 году был членом кадетской партии и секретарём её Витебского губернского комитета.

## Священник
Был близким другом и однокашником протоиерея Александра Введенского.
С 24 декабря 1919 года — диакон, с 1 января 1920 года — иерей. Служил вместе с Введенским в петроградском храме святых Захария и Елисаветы, одновременно был настоятелем церкви святого Николая в Доме слепых на Моховой улице. Являлся членом Дома учёных, членом философского общества, ассистентом кафедры христианской педагогики Петроградского богословского Института.

## Деятель обновленческого движения
Вместе с Введенским (ставшим обновленческим митрополитом) принимал активное участие в обновленческом движении, был одним из наиболее идейных его представителей. Его независимая позиция вызывала раздражение властей. Уже 31 мая 1922 он был арестован в обвинению в участии в «нелегальной группе», а в сентябре того же года был выслан в Оренбург как «крайне неблагонадёжный в политическом отношении».
В 1924 году вернулся в Ленинград, где 9 декабря был пострижен обновленцами в рясофор и возведён в сан архимандрита. С 8 марта 1925 года — епископ Охтенский, викарий Ленинградской митрополии. Участвовал в обновленческом Соборе 1925. Преподавал догматическое богословие в Ленинградском богословском институте. В ноябре 1925 назначен обновленческим епископом Псковским, но от назначения отказался и ушёл на покой.

## Жизнь после ухода от обновленцев
14 августа 1926 в ленинградской церкви Спаса на Водах был принят в общение с Православной Церковью в сане иеромонаха. Своим уходом от обновленцев нанёс сильный удар их движению. Видный участник интеллектуальной жизни Ленинграда второй половины 1920-х годов, открыто полемизировал с Введенским, активно боролся с обновленчеством. Входил в состав кружка (братства) Серафима Саровского, организованного И. М. Андреевским.
7 апреля 1928 вместе с другими членами кружка был арестован, в октябре того же года приговорён к заключению в Соловецком лагере особого назначения, затем был выслан в Казахстан на три года. Некоторое время жил в городе Мелекессе, где общался с епископом Вениамином (Троицким).

## Жизнь в Крыму
В 1934 переехал к родственникам в Симферополь, в 1935—1937 работал в библиотеке педагогического института, затем был уволен, зарабатывал на жизнь уроками иностранных языков. В Симферополе общался со своими единомышленниками — несколькими представителями местной интеллигенции.

## Последний арест и мученическая кончина
5 июля 1937 года арестован по доносу одного из своих дальних родственников, находился в городской тюрьме Симферополя. Был обвинён в контрреволюционной агитации, виновным себя не признал. На следствии заявил:

Врагом Советской власти я не являюсь, хотя по некоторым вопросам политики Советской власти я стою на резко отрицательных позициях, то есть я являюсь противником антихристианской политики Советской власти, а равно и материализма, как отрицающего идею религии… Я заявляю, что смешно и глупо говорить о демократии и свободе, когда самая основа всякой общественной и индивидуальной жизни скована цепями.
10 декабря 1937 года тройкой УНКВД Крымской АССР был приговорён к расстрелу и спустя два месяца расстрелян.

## Канонизация
В 1997 году причислен к лику местночтимых святых Крымской епархии Священным Синодом Украинской православной церкви.
Прославлен к общецерковному почитанию Архиерейским собором Русской православной церкви в августе 2000 года. Память 28 января (10 февраля).